# Фрегат (радіолокаційна станція)
«Фрегат» — сімейство радянських і російських трьохкоординатних радіолокаційних станцій корабельного базування з полегшеним нестабілізованим антенним постом та системою електронної стабілізації променів. Головний конструктор — Леонід Родіонов.
Діапазон довжин радіохвиль — 12-15 см, максимальна дальність огляду — 145—150 км, мінімальна дальність огляду — 2 км, висота огляду — 30 км. РЛС «Фрегат» може виявляти надводні цілі на дальності радіогоризонту: ракету, що летить, на відстані 27-30 км, літак — 125—130 км. Число обертів антени за хвилину — 15, темп огляду — 4 с, споживана РЛС потужність — 30 кВт.
Час приведення в бойову готовність — 5 хвилин.
РЛС встановлювалася на великих протичовнових кораблів проєкту 1155 та есмінцях проєкту 956, а також інших кораблях.
РЛС мала низку модифікацій, зокрема «Фрегат-М» та «Фрегат-МА».

## Модифікації
- Фрегат-М
- Фрегат-М1
- Фрегат-М2
- Фрегат-М2ЭМ
- Фрегат-МА[ru]
- Фрегат-МА1
- Фрегат-МАЭ[ru]

## Встановлення на кораблях
| Проєкт корабля                                      | Модифікація РЛС «Фрегат» | Антена    |
| --------------------------------------------------- | ------------------------ | --------- |
| Важкий авіаносний крейсер проєкту 1143.1-3          | Фрегат-М                 | МР-710М   |
| Важкий авіаносний крейсер проєкту 1143.4            | Фрегат-М1                | МР-710М-1 |
| Важкий авіаносний крейсер проєкту 1143.5-6          | Фрегат-МА                | МР-760    |
| Важкий авіаносний крейсер проєкту 1143.7            | Фрегат-МА                | МР-750    |
| Есмінці проєкту 956.1-3                             | Фрегат-М                 | МР-710М   |
| Есмінці проєкту 956.4-5                             | Фрегат-М1                | МР-710М-1 |
| Есмінці проєкту 956.6+                              | Фрегат-М2                | МР-750    |
| Великі протичовнові кораблі проєкту 1155            | Фрегат-МА                | МР-750    |
| Великі протичовнові кораблі проєкту 1155.1          | Фрегат-МА                | МР-760    |
| Крейсери проєкту 1144                               | Фрегат-М                 | МР-710М   |
| Крейсери проєкту 1144                               | Фрегат-М2                | МР-750    |
| Крейсери проєкту 1164.1-2                           | Фрегат-М                 | МР-710М   |
| Крейсери проєкту 1164.1-3                           | Фрегат-М2                | МР-750    |
| Сторожові кораблі проєкту 11540.1                   | Фрегат-М2                | МР-750    |
| Сторожові кораблі проєкту 11540.2                   | Фрегат-МА                | МР-755    |
| Прикордонні сторожові кораблі проєкту 11351 «Нерей» | Фрегат-МА                | МР-750    |
| Сторожові кораблі проєкту 11352                     | Фрегат-МА                | МР-755    |
| Ескадрені міноносці типу «Делі»                     | Фрегат-МАЭ               |           |
| Фрегати типу «Тальвар»                              | Фрегат-М2ЭМ              |           |